# 奥妮
《奥妮》是Bungie旗下工作室Bungie West开发的第三人称射击游戏，于2001年由Take-Two Interactive发行，也是Bungie West唯一的作品。游戏玩法包括近身格斗与瞄准射击。尽管《奥妮》最初仅计划在Mac OS X和Windows上发售，后来却因商业行动改变，由Rockstar Canada开发了PlayStation 2版本。游戏受《攻壳机动队》和《阿基拉》启发，其故事也设定在一个赛博朋克世界。

## 故事情节
《奥妮》的故事发生在2032年前后。在游戏中，地球污染严重，几乎没有地方可以居住。为了解决国际经济危机，所有国家合并成为单一实体，称为世界联合政府。然而政府信奉极权主义，它告诉民众荒野保护区才是真正危险的有毒地区，并使用其警察部队——技术犯罪特别工作组 (TCTF) 来镇压反对派。玩家角色，代号Konoko（由Amanda Winn-Lee配音）为TCTF工作。不久，她得知她的雇主Griffin一直隐瞒她的身世。面对着对抗整个组织的危险，她走上了自我溯源的道路。玩家在与TCTF及其头号敌人——同样庞大的犯罪组织——辛迪加（Syndicate）作战时，也逐渐了解了她的家庭和出身。在游戏的高潮部分，Konoko发现了辛迪加酝酿的阴谋，他们计划致使大气转换中心——维持世界上大多数人口生存所必需的空气处理厂——发生灾难性故障。而她成功地挫败了阴谋，挽救了部分人类。

## 游戏玩法
《奥妮》是一款第三人称动作游戏，在核心玩法格斗的基础上加入了枪械玩法作为辅助。玩家可以使出拳击、踢击与投技，升级以后解锁强力技能与连招；武器设计了十种，包括手枪、步枪、火箭发射器与能量武器等。可获得物品包括治疗喷雾“hyposprays”、隐身装置，可以在地图中拾取，也可以通过击败敌人得到。由于玩家只能携带一件武器且弹药稀缺，因此肉搏通常是击败敌人最有效的手段。
敌人有多种类型，每一种都有独特的近战风格。每个类别都细分为强度不断增加的层级。与Bungie早期游戏《马拉松》一样，层级采用颜色编码，在本例中为绿色（最弱）、蓝色和红色（最强）。此外，颜色编码也显示敌人的血量水平，当玩家击打或射击他们时将出现闪光指示。绿色闪烁表示对手的生命值较高，红色闪烁表示敌人濒临死亡。
《奥妮》并不限制玩家在小竞技场中与小群敌人作战；每个区域都完全开放供探索。十四层大小不一，有些大到足以构成一整栋楼。 Bungie聘请了两名建筑师来设计这些建模。
《奥妮》引擎实现了一种补充关键帧的插值方法，令复杂的武术动作看起来更平滑流畅。然而，当玩家附近的多个角色触发攻击动画时，帧滑移仍是一个常见问题。

## 開發
游戏世界深受押井守的动漫电影《攻壳机动队》影响，还受到了部分来自《阿基拉》和园田健一作品的影响   。最初的计划是将Konoko也设定为一个像草薙素子那样的完全义体人。不过设计主管哈迪·勒贝尔（Hardy LeBel）引入了“刀丹蛹”的概念，让解释她超人能力的理由变得更加有机。
《奥妮》最初预计将在1999年第四季度发布。广告业务团队已经把目标瞄准了发货日期，游戏赢得了当年E3评选的最佳动作/冒险游戏评论奖。然而，开发困难导致发布日期不断推迟。微软在2000年收购了Bungie，随后将《奥妮》产权转让给了Take-Two Interactive（在被微软收购之前，该公司拥有该工作室20%的股份）。由于Bungie的员工正在搬到微软总部的新办公室或者离开公司，因此必须尽快完成《奥妮》的工作。由于没有时间解决多人游戏代码的问题并完成多人模式使用的关卡，最终发布的版本中省略了这一游戏模式。
续集在天使工作室开发了两年，然后由于未知原因被取消。 

## 評價
根据评论聚合网站Metacritic结果显示，该游戏在两个平台上都反响一般。一些玩家对环境建模的细枝末节、某些情况下游戏AI（人工智能）反应木讷，以及偶尔被批评为“低完成度”的情节设计感到沮丧。由于角色的连招操作难度高以及缺乏存档点，因此游戏经常为一些玩家诟病。 
由于缺乏局域网为基础的多人，已被全世界展示在动手在展位的Macworld博览会《鬼》发展过程中，但发布前删除，由于过度延迟问题表示担忧，促成了一些分数较低的评审。部分游戏内容也被删减。这包括“铁魔”，一个在预告片中展示的大型机甲。此外，预告片和游戏封面中的许多武器都没有出现在游戏中。
从积极的方面来说，《奥妮》因其流畅的角色动画、大量的格斗动作，以及结合枪战和近战的方式而获得了广泛赞誉。因此，评论家对其的评分大多为中等偏上，以表彰游戏的乐趣因素。《Next Generation》的Jeff Lundgren谈到PlayStation 2版本时说：“可能仍需要很久才能面世，但它值得等待。事实上，在许多重要层面，这是《绝命保镖》本应斩获的声誉。
截止到2001年10月，《奥妮》在美国卖出了50,000份。

## 周年纪念版
“周年纪念版”由粉丝和社区根据多年的研究制作，并改进了《奥妮》的零售副本。该版本的首次正式发布是在《奥妮》发布的七年之后，因此该项目一般被称为“七周年纪念版”。

## 外部鏈接
- 官方网站
- Oni Central （页面存档备份，存于） Most popular 3rd-party site for fans and modders
- 莫比游戏上的《Oni》（英文）